# Saint-Pastour
Saint-Pastour è un comune francese di 402 abitanti situato nel dipartimento del Lot e Garonna nella regione della Nuova Aquitania.

## Società

### Evoluzione demografica
Abitanti censiti